# Meizotropis pellita
Meizotropis pellita là một loài thực vật có hoa trong họ Đậu. Loài này được (Prain) Sanjappa mô tả khoa học đầu tiên.